# Tramwaje w Traiguén
Tramwaje w Traiguén − zlikwidowany system komunikacji tramwajowej w Traiguén w Chile, działający w latach 1903−1929.

## Historia
W 1903 Compañía Molinera El Globo otworzyła linię tramwaju elektrycznego spod dworca kolejowego do młyna należącego do spółki. Długość otwartej linii wynosiła 1,7 km, a rozstaw szyn wynosił 600 mm. Na linii przewożono głównie towary. Do przewozu pasażerów służyły piętrowe wagony. Do ciągnięcia wagonów zakupiono w firmie AEG jedną lokomotywę. Linię zamknięto w 1929 w czasie wielkiego kryzysu. 
Lokomotywę zachowano i obecnie jest ustawiona przed stacją kolejową w charakterze pomnika. 